# Teglsø
Teglsø är en uppdämd sjö i Danmark. Den ligger i Region Nordjylland, i den norra delen av landet. Teglsø ligger 62 meter över havet och har sitt utlopp i Lindenborg Å via Grødebæk. Den högsta punkten i närheten är 102 meter över havet, 1,0 km söder om Teglsø.
Området runt Teglsø består till största delen av blandskog.